# Sulfotep
Sulfotep ist eine chemische Verbindung aus der Gruppe der Thiophosphorsäureester.

## Gewinnung und Darstellung
Sulfotep kann durch Reaktion von Tetraethylpyrophosphat mit Schwefel oder  Hydrolyse von Diethylchlorthiophosphat gewonnen werden.

## Eigenschaften
Sulfotep ist eine brennbare farblose Flüssigkeit mit knoblauchartigem Geruch, die sehr schwer löslich in Wasser ist. Sie ist ein Acetylcholinesterase-Hemmer (AChE-Inhibitor). Sie kann auch in Spuren als Verunreinigung während der Herstellung von anderen Pestiziden entstehen (z. B. in Chlorpyrifos). Die Produktion in der EU belief sich 1997 auf über 1000 Tonnen pro Jahr.
In Tieren wird es unter anderem zu O,O-Diethylphosphorthioat abgebaut.

## Verwendung
Sulfotep wird als Insektizid und Akarizid verwendet.  Es wird auch in raucherzeugenden Systemen für die Gewächshaus-Begasung eingesetzt. Sulfotep wurde ab 1944 von der Bayer AG vermarktet. Die Verbindung war in der DDR und zwischen 1971 und 2005 in der BRD zugelassen.

## Zulassung
Sulfotep ist nicht in der Liste der in der Europäischen Union zulässigen Pflanzenschutzwirkstoffe enthalten.
In Deutschland, Österreich und der Schweiz sind keine Pflanzenschutzmittel mit diesem Wirkstoff zugelassen.

## Sicherheitshinweise
Sulfotep ist hochtoxisch. Es wird vom Gastrointestinaltrakt, der Lunge, den äußeren Schleimhäuten und der Haut rasch resorbiert und wieder ausgeschieden.